# Inmigración uruguaya en Brasil
Los primeros uruguayos llegaron a Brasil huyendo de la persecución política ocurrida en los 70. Hoy en día es una de las comunidades de sudamericanos más numerosa, destacándose académicos, estudiantes, actores, deportistas y comerciantes dentro de la comunidad uruguaya. Se estima que hay 50.512 uruguayos viviendo en el país lusófono, lo que representaría un importante incremento comparado con los 15.326 uruguayos registrados en el censo del año 2001.
Varios miles de uruguayos son también ciudadanos de Brasil, y votan en las elecciones de ambos países.